# Chapelle Notre-Dame-de-Cottenvillers
La chapelle Notre-Dame de Cottenvillers est située sur le territoire de la commune de Bernaville, dans le département de la Somme, au nord-ouest d’Amiens, en région Hauts-de-France.

## Historique
La chapelle de Cottenvillers, selon la tradition, aurait été édifiée sur les lieux de la découverte, d'une statue de la Vierge à l’Enfant cachée dans un buisson. La date de cette découverte nous est inconnue. Notre-Dame de Cottenvillers devint un lieu de pèlerinage local au fil du temps. 
La chapelle avait été alors dotée d'un domaine, dont les revenus étaient affectés à son entretien ; elle dépendait à l'origine de l'abbaye de Saint-Germer-de-Fly et, après 1650, elle fut rattachée à l’abbaye de Saint-Riquier. 
Pendant la Révolution française, sous la Terreur, des prêtres réfractaires y trouvèrent refuge. Vendue comme bien national, elle fut mise en vente et achetée par un particulier qui la laissa à l’abandon. 
En 1842, Honorine Fayez de Beaumetz finança sa reconstruction conduite sous l’égide de l'abbé Pouillet, curé de Bernaville. Son successeur, l'abbé Fliche, fit construire le chœur, en 1857 et mena à bien la décoration intérieure. 
La chapelle Notre-Dame de Cottenvillers est devenue propriété communale par la Loi de séparation des Églises et de l'État de 1905, elle figura dans l’inventaire du 27 janvier 1906. 
La chapelle, restaurée, en 1927, par la volonté de l’abbé Caffin, est restée un lieu de dévotion jusqu’à aujourd’hui. Le 27 mars 2017, elle fut dévastée par un incendie d’origine accidentelle qui détruisit la toiture, les vitraux, le mobilier et la décoration intérieurs. La commune de Bernaville entreprit de la restaurer et le sanctuaire fut rouvert, le 29 septembre 2018, par Mgr Leborgne, évêque d’Amiens.
C'est en mars 2017 qu'un incendie se déclare dans la chapelle en plein après-midi. Les causes de ce départ de feu sont toujours inconnues à l'heure actuelle, on suppose que le vent se serait engouffré dans l'édifice dont la porte est toujours ouverte, et aurait fait tomber des bougies, déposées par des pèlerins.
Cet incident a causé de vives réactions chez Bernavillois, la municipalité a très vite décidé de réhabiliter la chapelle. Malgré le coût des travaux que l'on estime à 120 000 euros, l'édifice a très vite été reconstruit, les assurances ayant joué un rôle important en couvrant la quasi-totalité des frais. La chapelle sera inaugurée par l'évêque d'Amiens le 29 septembre 2018.

## Caractéristiques
La chapelle de Cottenvillers est un modeste édifice de brique situé un peu à l’écart du village de Bernaville. Elle conserve une statue de saint Maur en pierre datée du XVIe siècle. Le saint est vêtu en moine, une crosse dans la main droite, un livre ouvert dans la gauche. Cette statue fut placée en 1812 dans l’église de Bernaville avant de regagner la chapelle, en 1842. Elle fut volée en 1960 mais retrouvée quelques jours après. La statue de la Vierge, en bois noir, volée en même temps, n’a pas été retrouvée.